# Миљана Гавриловић
Миљана Гавриловић (Лесковац, 1988) српска је филмска, позоришна и телевизијска глумица.

## Биографија
Миљана Гавриловић је рођена у Лесковцу 1988. године. Глуму (мастер) је дипломирала на Факултету драмских уметности у Београду, у класи професора Драгана Петровића Пелета. Постала је позната по телевизијској серији Фолк. Пријемни на Факултету драмских уметности у Београду је полагала после другог разреда средње школе, па после трећег, и на крају је примљена после четвртог. Како каже, о другом факултету у то време није размишљала. За пријемни се припремала код глумца Бранислава Лечића. Такође, Миљана се бавила и манекенством.

## Филмографија
| Год.       | Назив                                 | Улога                 |
| ---------- | ------------------------------------- | --------------------- |
| 2012—2014. | Фолк (ТВ серија)                      | Звездана Анђелковић   |
| 2015.      | Марко Краљевић - Фантастична авантура | Арзу                  |
| 2016—2017. | Сумњива лица                          | Леонора               |
| 2018.      | Жигосани у рекету                     | Градоначелникова жена |
| 2020.      | Hotel Beograd                         |                       |
| 2022.      | Шетња с лавом                         |                       |

## Представе и ТВ драме
| Назив представе        | Улога  | Година |
| ---------------------- | ------ | ------ |
| „Млеко “               | Наташа | 2008.  |
| „Живот је пред тобом “ | Надин  | 2010.  |
| „Афтер “               |        | 2013.  |